# Гонта Микола Петрович
Гонта Микола Петрович — організатор піраміди B2B Jewelry. Піраміда з'явилася влітку 2018 року. Восени 2019 року почалося агресивне просування піраміди з відкриттям численних магазинів у багатьох регіонах України.
27 серпня 2020 року СБУ провела обшуки в офісах піраміди B2B Jewelry.
Із 4 вересня 2020 року разом із дружиною-спільницею Оленою під домашнім арештом.

## Діяльність
У так званих «ювелірних» магазинах пропонують придбати сертифікат «забезпечений» золотом чи сріблом, який має дуже високу дохідність — 260−416 % на рік. Насправді ювелірні прикраси в цих бутафорських магазинах неможливо купити.
Попри продаж «сертифікатів», B2B Jewelry офіційно не надає фінансових послуг і не підпадає під нагляд державних фінансових регуляторів України (Нацкомфінпослуг, Нацкомісія з цінних паперів і Нацбанк). Купівлю сертифікатів офіційно оформляють як благодійні внески, зокрема на користь Благодійного фонду «Зимородок».
Микола Гонта володіє ювелірним заводом «Шарм».
За даними Генпрокуратури і податкової служби, співвласники B2B Jewelry підозрюються в ухиленні від сплати податків в особливо великих розмірах, і використанні схеми виведення готівки через фіктивний благодійний фонд.
6 березня 2020 року Денис Бігус опублікував відео-блог, в якому розповів про фінансову піраміду Гонти.
У кінці березня 2020 року припинилися виплати вкладів через карантин, введений для боротьби з поширенням коронавірусу.
На початку квітня повідомив про продаж криптовалюти B2BToken.
13 квітня 2020 року засновник піраміди Микола Гонта повідомив про заснування партії «Живіть в достатку». Ця партія під назвою «Команда Святослава Сенюти» існує з 2015 року. З того часу вона кілька разів змінювала свою назву: у 2016 році стала «Українським народним блоком», а 13 березня 2020 року партія була перейменована в «Живіть в достатку». У цей же день Гонта був зареєстрований головою партії замість Тетяни Логвінової.
1 вересня 2020 року провів святкування річниці заснування власної піраміди B2B Jewelry у Ладижині.

## Кримінальні справи

### Турецьке золото
У 2013 році СБУ провела обшуки в будинку Гонти і на його ювелірному заводі «Шарм» у Ладижині. Із 2007 по 2011 роки через Шарм пройшло близько 600 000 контрабандних ювелірних виробів із Туреччини загальною вагою більше тонни.
Підприємство знивувачувалося в ухилянні від сплати податків на суму 1.28 млн гривень. Крім Миколи Петровича в незаконному бізнесі були задіяні ще фізичні особи: Гонта Олександр Миколайович, Литвинова Анжеліка Дмитріївна та Пастухова Оксана Петрівна.
Власник заводу зізнався в ухиленні від сплати податків. У березні 2019 року суддя Ладижинського міського суду Вінницької області Тетяна Волошина закрила справу і звільнила фігуранта справи від кримінальної відповідальності «через спливання терміну давності». Адквокат Гонти подав прохання про звільнення від покарання. Прохання підтримала представниця прокуратури Оксана Веселовська, яка мала б захищати інтереси держави і вимагати сплату податків.

### Шахрайство у 2018
У 2018 році на Миколу Гонту відкрили справу через шахрайство. Він не заплатив за ювелірні вироби, які йому надав для реалізації бізнес-партнер Юрій Сова з Мени Чернігівської області. Сума складала 16 638,74 доларів США. Справу старший слідчий Лівобережного відділку Вінницького міського відділку поліції Сергей Квач закрив, а потім звільнився із поліції.

### Справа В2В у 2019
У 2019 році було відкрито провадження за статтями «Шахрайство», «Легалізація (відмивання) доходів, отриманих незаконним способом», «Ухиляння від сплати податків», «Зловживання владою або службовим положенням» з поміткою «здійснене в великих розмірах і групою осіб». У справі проходив БФ «Зимородок» дружини Миколи Гонти, Олени Гонти. Так, 15 листопада 2019 «Кредобанк» зупинив переказ 5 млн гривень на рахунок іншого бізнесмена у Вінницькому філіалі «Ощадбанку», оцінивши таку операцію, як сумнівну. Такі операції з ризиком проходили із 12 червня 2019 по 18 листопада 2019. Рахунки БФ «Зимородок» активно використовувалися B2B Jewelry.
За запитом Генпрокуратури рахунки благодійного фонду БФ «Зимородок» були заблоковані суддею Тетяною Левицькою. Але потім знову розблоковані іншою суддею Антоніною Квашею за запитом адвокатів Гонти.
4 вересня 2020 року Миколу Гонту було взято під домашній арешт в якості запобіжного заходу у справі про шахрайство.